# Schulschwestern von der Heiligen Familie
Die Schulschwestern von der Heiligen Familie (ital.: Congregazione delle Suore Collegine della Sacra Famiglia,  Ordenskürzel: CSF)  sind ein Institut des geweihten Lebens und eine Kongregation des Dritten Ordens. Sie wurden 1717 gegründet und übernehmen in ihrer Funktion als Schulschwestern die Ausbildung junger Mädchen.

## Geschichte
Am 17. Juni 1717 errichtete der Kardinalpriester von San Giovanni a Porta Latina, Pier Marcellino Corradini in seiner Heimatstadt Sezze ein Heim für die ärmsten Mädchen, welchen den Namen „Zöglinge der Heiligen Familie“ erhielt (ital.: Convittrici della Sacra Famiglia). Zur Leitung gründete er eine Kongregation von Nonnen, die nach den Regeln des Hl. Augustinus von Hippo leben sollten und die Schulausbildung der Mädchen wahrnehmen sollten. Am 26. Juli 1717 erhielten die ersten jungen Nonnen ihre Ordenskleider, die Ordensschwestern sollten jedoch nicht in einem Kloster leben, sondern den Kontakt mit den Ärmsten auf der Straße aufnehmen, um ihnen zu helfen. Dieses war für die damalige Zeit eine revolutionäre Idee, da bisher Frauen nur in geschlossenen Klosteranlagen tätig waren. In unserer modernen Zeit würde man sie vielleicht als erste „Streetworker“ bezeichnen. 

## Schwerpunkt Sizilien
Die Gemeinschaften der Ordensschwestern lebten und arbeiteten in einem so genannten „Collegio di Maria“, besonders in Sizilien war die Armut sehr hoch. Das erste «Collegio di Maria» in Sizilien wurde am 16. September 1721 in Palermo von Don  Carlo Vanni gegründet. Am 17. Februar 1729 wurde durch Kardinal Corradini die Ordensverfassung genehmigt, die endgültige bischöfliche Genehmigung zur gemeinsamen Ordensgemeinschaft erteilte der Erzbischof von Palermo, Kardinal Luigi Lavitrano. Am 10. Mai 1934 erhielt der Frauenorden das Decretum laudis und am 27. Juli 1942 erteilte Papst Pius XII. die endgültige Approbation.

## Organisation
Die Kongregation besteht heute aus 55 Gemeinschaften in Sizilien, 2 Gemeinschaften in Rom und 2 Niederlassungen in der Demokratischen Republik Kongo und London. Die Kongregation hat sich nie zurückgezogen, sondern sie zeichnet sich durch ihr Auftreten in sozialen Bereichen aus. Das Generalhaus hat seinen Sitz in Palermo, die Gemeinschaft zählt ca. 360 Nonnen, die in 64 Einrichtungen ihre Arbeit versehen.